# Ruellia schnellii
Ruellia schnellii är en akantusväxtart som beskrevs av Wassh.. Ruellia schnellii ingår i släktet Ruellia och familjen akantusväxter. Inga underarter finns listade i Catalogue of Life.